# Tramont-Saint-André
Pour les articles homonymes, voir Tramont-Émy et Tramont-Lassus.
Tramont-Saint-André est une commune française située dans le département de Meurthe-et-Moselle, en région Grand Est.

## Géographie
Les trois villages de Tramont sont implantés dans la vallée de la rivière de l'Aroffe, qui s'étire juste après sa source à Beuveuzin (Tramont-Lassus), jusqu'à sa confluence à Aroffe, après Tramont-Saint-André.

Tramont, Saint-André, Emy et Lassus (ban communal).

Cette vallée appartient à un plateau relief qui la ceinture et configure l'hydrologie locale des différents ruisseaux, le territoire des trois communes est essentiellement arrosé par l'Aroffe, sauf Tramont-Emy qui reçoit les eaux du ruisseau du Grand-Pré.
D’après les données Corine land Cover, le ban communal des trois bourgs de 1 672 hectares comprend en 2011, plus de  50 % de terres arables et de prairies, près de 43 % de forêt et 8 % de surfaces agricoles diverses :
| Village             | Surface (ha) | Forêt (en%) | Surface | Agriculture (en%) | Surface | Terres arables (en%) | Surface | Prairies (en%) | Surface |
| Tramont-Saint-André | 701          | 48,6        | 341     | 17,9              | 125     | 16,6                 | 116     | 15,7           | 110     |
| Tramont-Émy         | 398          | 53,7        | 214     |                   |         | 0,5                  | 20      | 45,8           | 182     |
| Tramont-Lassus      | 573          | 27,4        | 157     |                   |         | 23,6                 | 135     | 49             | 281     |
| totaux              | 1672         | 43%         | 711     | 8%                | 125     | 16%                  | 271     | 34%            | 573     |

|                 | Favières            |                 |
| Aroffe Vosges   | Tramont-Saint-André | Tramont-Émy     |
| Soncourt Vosges |                     | Vicherey Vosges |

### Hydrographie
La commune est dans le bassin versant de la Meuse au sein du bassin Rhin-Meuse. Elle est drainée par le ruisseau l'Aroffe,.
L'Aroffe, d'une longueur de 50 km, prend sa source dans la commune de Beuvezin et se jette  dans la Meuse à Rigny-la-Salle, après avoir traversé 18 communes. 

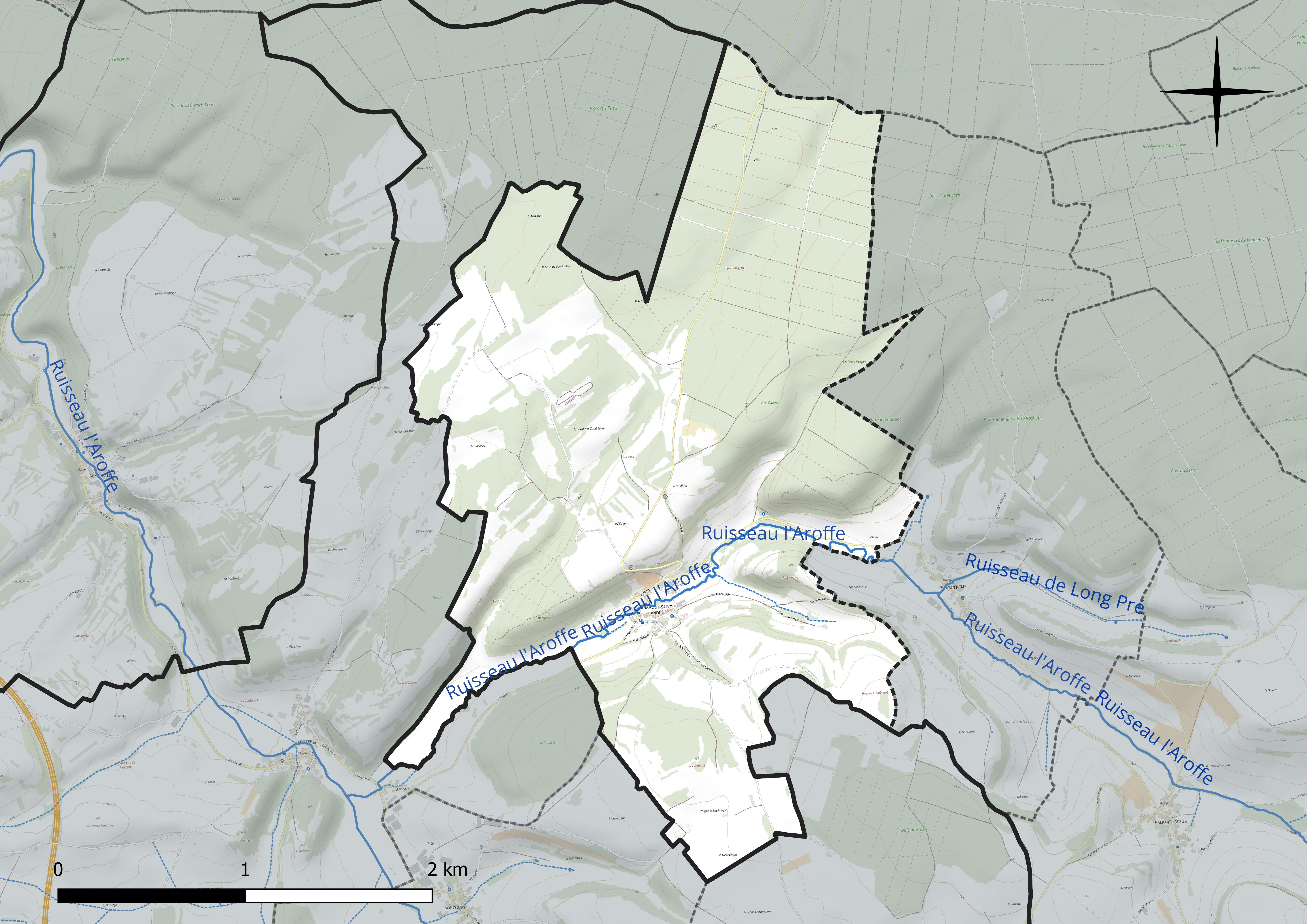
Réseau hydrographique de Tramont-Saint-André.

### Climat
Pour des articles plus généraux, voir Climat du Grand Est et Climat de Meurthe-et-Moselle.
En 2010, le climat de la commune est de type climat de montagne, selon une étude du Centre national de la recherche scientifique s'appuyant sur une série de données couvrant la période 1971-2000. En 2020, Météo-France publie une typologie des climats de la France métropolitaine dans laquelle la commune est exposée à un climat océanique altéré et est dans la région climatique  Lorraine, plateau de Langres, Morvan, caractérisée par un hiver rude (1,5 °C), des vents modérés et des brouillards fréquents en automne et hiver. 
Pour la période 1971-2000, la température annuelle moyenne est de 9,3 °C, avec une amplitude thermique annuelle de 16,7 °C. Le cumul annuel moyen de précipitations est de 996 mm, avec 12,8 jours de précipitations en janvier et 10 jours en juillet. Pour la période 1991-2020, la température moyenne annuelle observée sur la station météorologique de Météo-France la plus proche, « Rollainville », sur la commune de Rollainville à 15 km à vol d'oiseau, est de 10,3 °C et le cumul annuel moyen de précipitations est de 860,3 mm. 
La température maximale relevée sur cette station est de 39,6 °C, atteinte le 25 juillet 2019 ; la température minimale est de −18,2 °C, atteinte le 20 décembre 2009,,. 
Les paramètres climatiques de la commune ont été estimés pour le milieu du siècle (2041-2070) selon différents scénarios d'émission de gaz à effet de serre à partir des nouvelles projections climatiques de référence DRIAS-2020. Ils sont consultables sur un site dédié publié par Météo-France en novembre 2022.

## Urbanisme

### Typologie
Au 1er janvier 2024, Tramont-Saint-André est catégorisée commune rurale à habitat dispersé, selon la nouvelle grille communale de densité à sept niveaux définie par l'Insee en 2022.
Elle est située hors unité urbaine. Par ailleurs la commune fait partie de l'aire d'attraction de Nancy, dont elle est une commune de la couronne,. Cette aire, qui regroupe 353 communes, est catégorisée dans les aires de 200 000 à moins de 700 000 habitants,.

### Occupation des sols
L'occupation des sols de la commune, telle qu'elle ressort de la base de données européenne d’occupation biophysique des sols Corine Land Cover (CLC), est marquée par l'importance des territoires agricoles (50,2 % en 2018), une proportion identique à celle de 1990 (50,2 %). La répartition détaillée en 2018 est la suivante : forêts (48,6 %), zones agricoles hétérogènes (17,9 %), terres arables (16,7 %), prairies (15,7 %), milieux à végétation arbustive et/ou herbacée (1,2 %). L'évolution de l’occupation des sols de la commune et de ses infrastructures peut être observée sur les différentes représentations cartographiques du territoire : la carte de Cassini (XVIIIe siècle), la carte d'état-major (1820-1866) et les cartes ou photos aériennes de l'IGN pour la période actuelle (1950 à aujourd'hui).

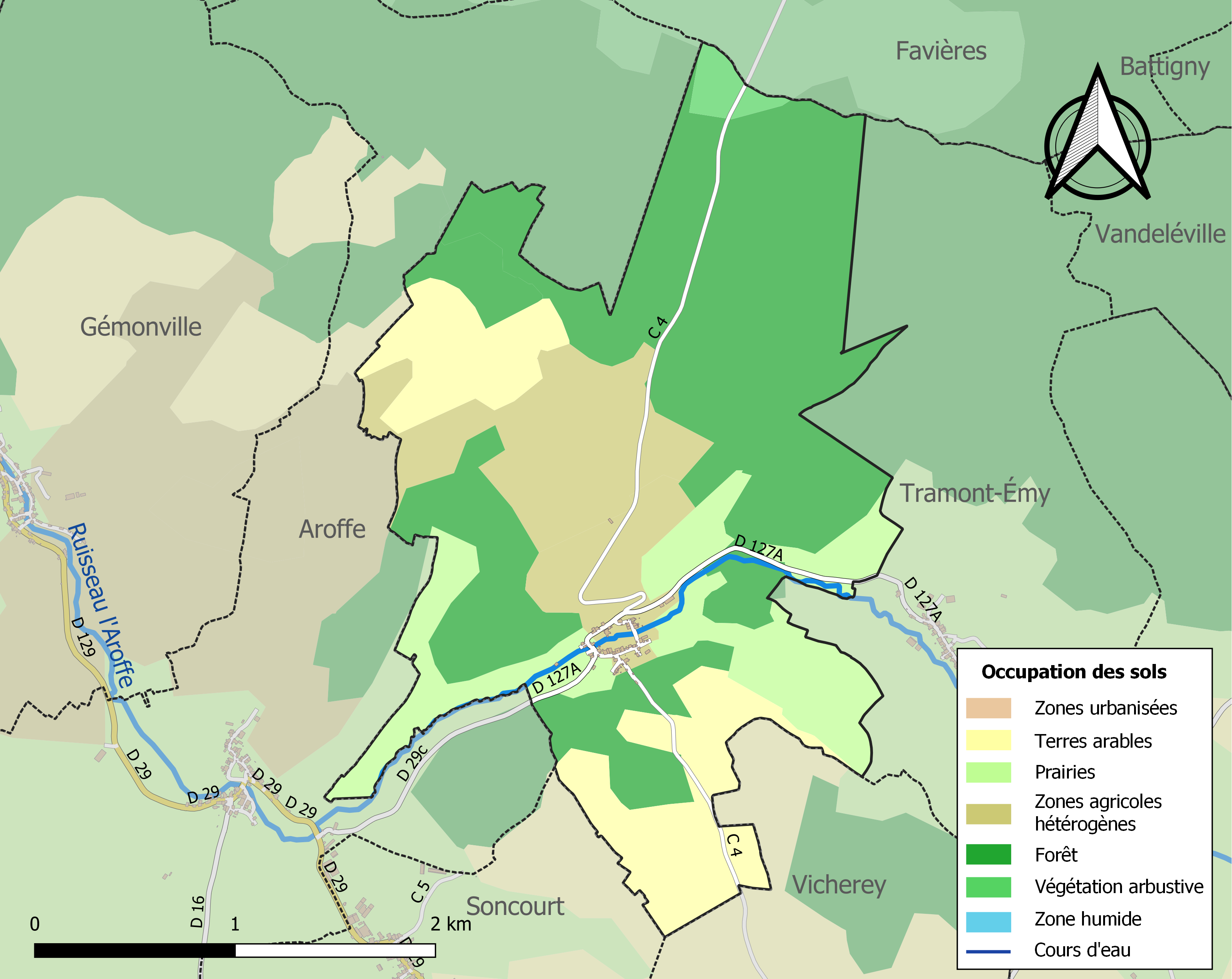
Carte des infrastructures et de l'occupation des sols de la commune en 2018 (CLC).

## Toponymie
Le nom de la localité est attesté sous les formes Tramons ad fontem (1235) ; Tramont-Lajux (1352) ; Tramont-la-Fonteinne (1402) ; Tramont-la-Jus ou Saint-André (1756).

Ce toponyme est d'origine latine, construit sur la préposition trans (« au-delà de ») et mons (« mont, montagne, colline ») ; soit « (village) au-delà de la montagne ou colline ».
Le complément fait référence à une fontaine dédiée à un saint André se trouvant sur le territoire de la commune. Tramont-Saint-André et les deux autres Tramont Tramont-Lassus et Tramont-Émy, sont trois communes voisines sur le même cours d'eau.

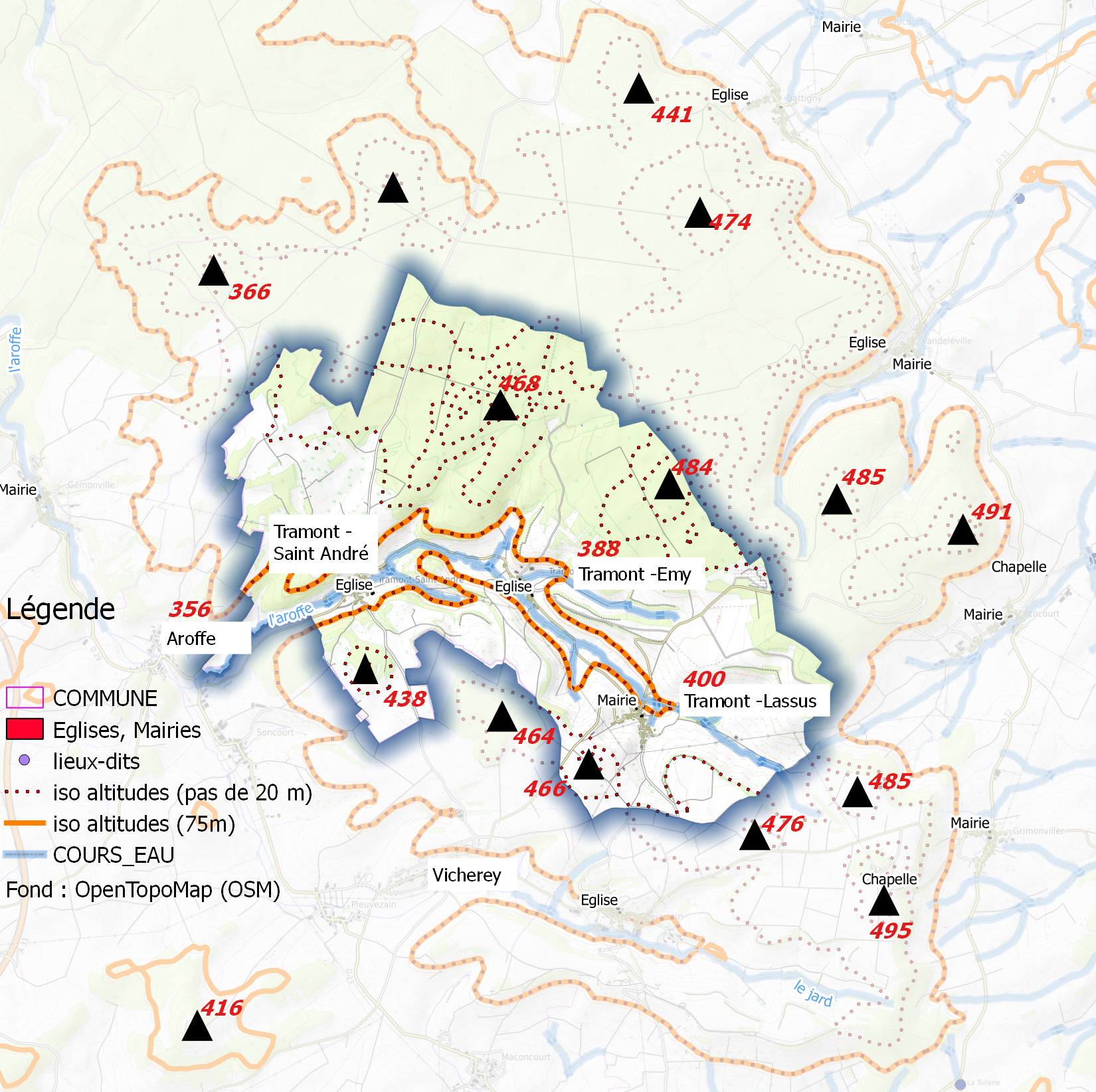
Tramont (la vallée de l'Aroffe dans son relief).

Les graphies recensées par le dictionnaire topographique de la Meurthe sont pour deux autres communes :

Tramont-Émy : Tramont-Enmey (1402) ; Tramon (1408) ; Tramont-en-Meix (1550) ; Tramont-Enmy (1719).

Tramont-Lassus : Tramons-Lassus (1374) ; Tramont-Lasus (1719) ; Tramont-la-Sus (1756).
L'examen du relief dans la zone des trois communes actuelles montre que cette implantation au creux d'une vallée encaissée (env. 350–400 m d'altitude) ceinturée par un plateau (altitude env. 450 m) avec des sommets autour de 480 à 495 m, explique facilement le nom commun aux trois villages Tramont.

## Histoire
Jules Beaupré cite Olry dans son répertoire archéologique en indiquant la découverte d’artefacts des époques gallo-romaines, voire ultérieures (Mérovingiens) sur le territoire des trois communes de Tramont :
«Olry mentionne quelques tumuli sur la côte du Châtelet, et des vestiges de constructions gallo-romaines. Nombreuses sépultures au Tombois, dans des carrières. Au lieudit Côte de Vicheray, beaucoup de débris de tuiles et de pierres calcinées ; au nord-ouest, longues jetées de pierres.»
Les sources historiques concernant ces bourgs sont plutôt rares et Henri Lepage en a fait un résumé assez synthétique dans son ouvrage sur la Meurthe vers 1850 :
«Les trois villages de Tramont faisaient partie du domaine temporel du chapitre de la cathédrale de Toul, lequel y possédait des droits seigneuriaux, Tramont-Emy est mentionné dans plusieurs livres du XIVe siècle ; (actes de vente, de peu d'importance). Le nom de Tramont-Lassus, ne se trouve dans aucun ancien document. Quant à Tramont-Saint-André, anciennement Tramont-la-Jus, et en latin Trasmons ad fontem, il en est parlé dans une charte du mois d'avril 1255, par laquelle Roger de Marcey, évêque de Toul, déclare que Milon, chevalier de Battigny, a vendu au chapitre de la cathédrale ce qu'il avait à Tramant-la-Jus (quidquit habebat apud Trasmons ad fontem).  Un autre titre, de 1362, fait mention du droit de morte-main auquel étaient soumis les habitants de ce village. On trouve, enfin, à la date du 20 mars 1445, une lettre par laquelle Antoine de Lorraine, comte de Vaudémont, affranchit un nommé Jean Poiré, de Tramont (sans autre indication), et sa femme, venant demeurer à Houdreville, de tous traits, tailles et servitudes, moyennant une pinte de cire pesant trois livres, payable à la recette du comté..»
Le 13 août 1870, l'état-major du maréchal De Mac-Mahon est à Tramont-Lassus et sa brigade à Tramont-Emy.

## Politique et administration

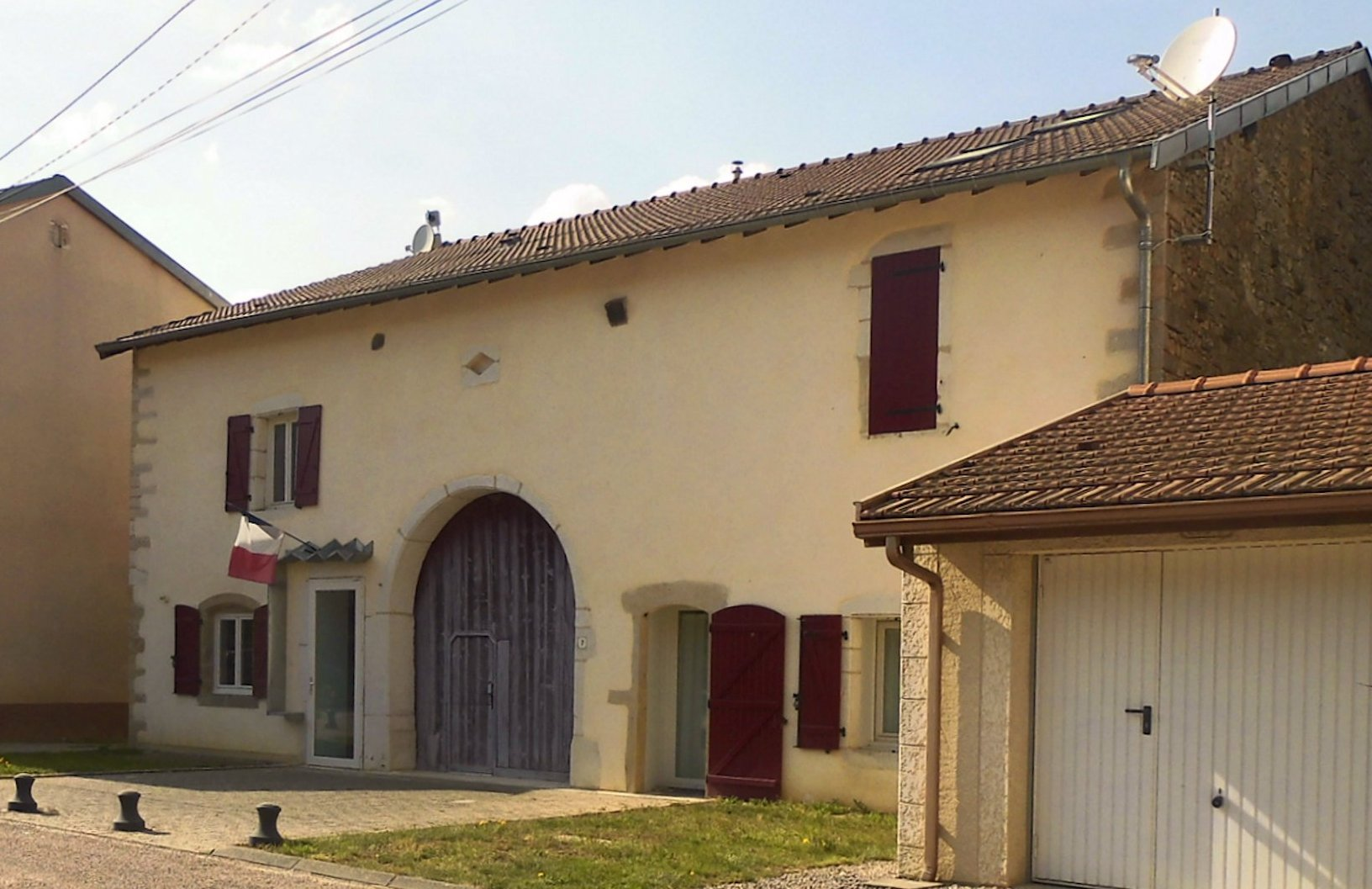
La mairie.

| Période                                  | Période   | Identité       | Étiquette | Qualité |
| ---------------------------------------- | --------- | -------------- | --------- | ------- |
| Les données manquantes sont à compléter. |           |                |           |         |
| mars 2001                                | mars 2008 | Xavier Flament |           |         |
| mars 2008                                | mai 2020  | Jacky Thomas   |           |         |
| mai 2020                                 | En cours  | Cyril Sanders  |           |         |

## Population et société

### Démographie
L'évolution du nombre d'habitants est connue à travers les recensements de la population effectués dans la commune depuis 1793. Pour les communes de moins de 10 000 habitants, une enquête de recensement portant sur toute la population est réalisée tous les cinq ans, les populations de référence des années intermédiaires étant quant à elles estimées par interpolation ou extrapolation. Pour la commune, le premier recensement exhaustif entrant dans le cadre du nouveau dispositif a été réalisé en 2006.

En 2022, la commune comptait 62 habitants, en évolution de +5,08 % par rapport à 2016 (Meurthe-et-Moselle : −0,13 %, France hors Mayotte : +2,11 %).
| 1793 | 1800 | 1806 | 1821 | 1831 | 1836 | 1841 | 1846 | 1851 |
| ---- | ---- | ---- | ---- | ---- | ---- | ---- | ---- | ---- |
| 264  | 300  | 278  | 254  | 294  | 325  | 296  | 300  | 314  |

| 1856 | 1861 | 1872 | 1876 | 1881 | 1886 | 1891 | 1896 | 1901 |
| ---- | ---- | ---- | ---- | ---- | ---- | ---- | ---- | ---- |
| 294  | 305  | 295  | 291  | 282  | 255  | 260  | 242  | 228  |

| 1906 | 1911 | 1921 | 1926 | 1931 | 1936 | 1946 | 1954 | 1962 |
| ---- | ---- | ---- | ---- | ---- | ---- | ---- | ---- | ---- |
| 208  | 208  | 160  | 149  | 130  | 111  | 122  | 94   | 94   |

| 1968 | 1975 | 1982 | 1990 | 1999 | 2006 | 2011 | 2016 | 2021 |
| ---- | ---- | ---- | ---- | ---- | ---- | ---- | ---- | ---- |
| 76   | 68   | 53   | 50   | 42   | 51   | 56   | 59   | 61   |

| 2022 | - | - | - | - | - | - | - | - |
| ---- | - | - | - | - | - | - | - | - |
| 62   | - | - | - | - | - | - | - | - |

## Économie
H. Lepage donne dans sa notice sur les trois bourgs, quelques indications sur l'activité économique avant la Première Guerre mondiale, en précisant les surfaces concernées reprises dans le tableau ci-après :
« L'hectare semé en blé et seigle peut rapporter 7 hectol., en orge et avoine 9. Poulains, veaux et moutons. Deux moulins à grains.. »
| Village (en 1843)   | Surface totale (ha) | Labours | Près | Bois | Vignes |
| ------------------- | ------------------- | ------- | ---- | ---- | ------ |
| Tramont-Émy         | 391                 | 167     | 21   | 177  | 0      |
| Tramont-Lassus      | 575                 | 364     | 52   | 0    | 159    |
| Tramont-Saint-André | 907                 | 558     | 18   | 330  | 1      |
| totaux              | 1873                | 890     | 91   | 507  | 160    |

### Secteur primaire ouAgriculture
Le secteur primaire comprend, outre les exploitations agricoles et les élevages, les établissements liés à l’exploitation de la forêt et les pêcheurs. D'après le recensement agricole 2010 du Ministère de l'agriculture (Agreste), les 3 communes de Tramont (Emy, Lassus et St-André) était majoritairement orientées sur la production de bovins (pour le lait ou la viande) et la production porcine (auparavant sensiblement la même production ) sur une surface agricole utilisée d'environ 388 hectares (inférieure à la surface cultivable communale) en nette diminution depuis 1988 - Le cheptel en unité de gros bétail s'est nettement réduit de 1110 à 701 entre 1988 et 2010. Il y avait encore 8 (27 en 1988) exploitations agricoles ayant leur siège dans la commune employant 11 unités de travail, (jusqu'à 28 auparavant) ce qui plaçait la commune parmi les rares dont l'activité agricole s'était resserrée mais maintenue.

## Culture locale et patrimoine

### Lieux et monuments
- Église XIXe : retable.
- Vestiges de l'ancienne fontaine de dévotion Saint-André.
- Chêne de la Vierge, 700 ans.

### Héraldique, logotype et devise
| Blason de Tramont-Saint-André | Blason  | De gueules au sautoir d'or accompagné de trois cailloux d'argent et en pointe d'un mont à trois coupeaux du même. |
| Blason de Tramont-Saint-André | Détails | Tramont signifie au delà du mont d'où le mont à trois coupeaux. Le sautoir rappelle Saint André et les cailloux le Chapitre de la cathédrale de Toul, seigneur du lieu. Le statut officiel du blason reste à déterminer. |